# John de Lancie
John Sherwood de Lancie, Jr., ameriški igralec in komik, * 20. marec 1948, Filadelfija, Pensilvanija, Združene države Amerike.
Najbolj je poznan po vlogi interdimenzionalnega bitja Q-ja v Star Trek: The Next Generation (1987–). Nastopil je tudi v obstranskih vlogah v več drugih serijah, med njimi vloga Franka Simmonsa v Zvezdna vrata SG-1 in Donalda Margolisa v Kriva pota. Najbolj je poznan po vlogi interdimenzionalnega bitja Discord-ja v My Little Pony: Friendship is Magic (2010–).
Je sin glasbenika Johna de Lancia, nekdanjega glavnega oboista Filadelfijskega orkestra.